# 洛斯里奧斯省
洛斯里奧斯省（西班牙語：Provincia de Los Rios），是厄瓜多爾中西部的一個省，屬於平原區（省名是「眾河」的意思）。面積6,254平方公里，2001年人口650,178人。首府巴巴奧約。
1860年10月6日建省，下分十三市。
1. ↑  Citypopulation.de
2. ↑  Villalba, Juan. . Scribd.   [2019-02-05]. （原始内容存档于2019-04-27） （西班牙语）.